# Давыдов, Иван Иванович (генерал)
Ива́н Ива́нович Давы́дов (1726—1788) — российский военный деятель, генерал-поручик.

## Биография
Родился в 1726 году. Военную службу начал 17 августа 1741 года, вступив рядовым в Конную гвардию. Будучи вахмистром Конного лейб-гвардии полка, в 1748 году участвовал в походе в корпусе, отправленном на Рейн на помощь Австрии в конце Войны за австрийское наследство. 25 августа 1749 года Давыдов из вахмистров произведён в корнеты в тот же полк, из которого 25 декабря 1761 года, будучи секунд-ротмистром, был переведён в армию полковником (по тогдашним правилам, перевод из гвардии в армию сопровождался повышением в чине).
В 1762 году участвовал в походе в Пруссии к местечку Кольбергу (ныне Колобжег), завершившем осаду этого города взятием в ходе Семилетней войны. С 3 марта 1763 по 22 сентября 1767 командовал Рижским карабинерным полком. Произведён в бригадиры 18 мая 1766 года.
22 сентября 1767 года, с производством в генерал-майоры, назначен командовать Конным лейб-гвардии полком (в звании премьер-майора гвардии); в этой должности он пребывал до своей отставки в марте 1781 года.
Кавалер ордена Святой Анны (20 сентября 1769).
С 1770 по декабрь 1771 года возглавлял следственную комиссию, направленную оренбургским генерал-губернатором Рейнсдорпом в Яицкий городок для расследования «ослушаний» яицких казаков (также в составе комиссии были генералы Потапов, Черепов, Брахфельд). Жестокий приговор комиссии, несмотря на его последующее смягчение петербургскими властями, вызвал восстание казаков в начале 1772 года, приготовившее почву для пугачёвского бунта 1773—1775 годов.
21 апреля 1773 года Давыдов произведён в генерал-поручики. 1 марта 1781 года по собственному прошению был уволен в отставку, с пожизненным оставлением того жалованья, которое он получал на службе. Умер в 1788 году.
Был знаком с писателем А. Т. Болотовым, упомянувшим в своих «Записках» его визит в Богородицк для псовой охоты в 1787 году.
Женой генерала Давыдова была Авдотья Михайловна — дочь генерал-лейтенанта Михаила Семёновича Хрущова, сенатора.